# ザバーニヤ
ザバーニヤ（アラビア語：اَلزَّبَانِيَة, Al-ZabāniyaないしはAl-Zabāniyah, アッ＝ザバーニヤ）とは、イスラームの聖典クルアーン（コーラン）に登場する天使らの一団をまとめて呼ぶ名称で、ジャハンナム（地獄）における厳しい責め苦を担当する者たちを指す。意味は「（人々を地獄の業火の中に）押しやり突き落とす者たち」。
彼らの上には地獄（火獄）を統べる天使マーリク（アラビア語：مَالِك, Mālik）がいる。

## 名称

### 発音

#### ザバーニヤとザバーニーヤの違い
この語のアラビア語における発音は通常 زَبَانِيَة（zabāniya / zabāniyah, ザバーニヤ）で、クルアーンの中でもザバーニヤの発音で現れる。
原語に短母音のaも長母音のāも全て「a」で当て字をする英字表記 Zabaniya や Zabaniyah が多用されていること、アラビア語学習者に間違えられやすい語形であることから日本では本来のザバーニヤではなくザバーニーヤという不要な「ー」を広範に含んだカタカナ表記をされていることが多い。
またアラブ人であっても語形の取り違えをしやすいこともあってかクルアーン注釈書でも زَبَانِيَّة（ zabāniyya(h) / zabānīya(h), ザバーニーヤ）という発音になる母音記号がつけられていることもあるが、他の出版社から発行された全く同じ注釈書では زَبَانِيَة（zabāniya / zabāniyah, ザバーニヤ）となる母音記号がふられていること、クルアーンでは زَبَانِيَة（zabāniya / zabāniyah, ザバーニヤ）、各種大型アラビア語辞典でも زَبَانِيَة（zabāniya / zabāniyah, ザバーニヤ）として母音記号がふられていることから、「ザバーニヤ」とカタカナ化するのが適切だと思われる。

#### 非限定・非休止形の時の発音
この語は非限定・主格・非休止形の時は زَبَانِيَةٌ（zabāniyatun, ザバーニヤトゥン）、非限定・属格・非休止形の時は زَبَانِيَةٍ（zabāniyatin, ザバーニヤティン）、非限定・対格・非休止形の時は زَبَانِيَةً（zabāniyatan, ザバーニヤタン）と読まれる。

#### 休止形の時の発音
文語である正則アラビア語（フスハー）ではこの語を単独で発音する時には休止形での発音となり、ザバーニヤフと最後のフをわずかに発音する。Zabāniyah という転写が存在するのはこのため。
一方日常会話ではこの語を単独で読む場合語末の ـة 部分は読み飛ばされ t とも h とも発音されず、直前の a 音まで発音される。これが Zabāniya(ザバーニヤ）という転写の根拠となっている。日本語におけるカタカナ表記もこの日常会話発音に即してザバーニヤと表記するのが普通である。

### 定冠詞の有無
なお火獄を管理する19人の天使たちザバーニヤを指す場合アラビア語では定冠詞アルをつける。定冠詞アルは直後の ز（z）と発音同化することから、英字表記が Al-Zabāniyah や Al-Zabāniya となっていても実際のアラビア語では ʾaz-zabāniyah / ʾaz-zabāniya（アッ＝ザバーニヤ）と読まれ、一部転写方式との間につづりと発音との齟齬が生じる。

### 語源
動詞 زَبَنَ（zabana, ザバナ, 「（強い力で・荒々しく）押す、押しやる；投げる、投げ落とす」の意味）に由来。地獄の業火の中に人々を荒々しい様子で強く押し込んで突き落とす役割を持つことから命名された。
زَبَانِيَة（Zabāniya / Zabāniyah, ザバーニヤ）自体は複数を指し、語末に女性化機能を持つ ة（ター・マルブータ）を伴う不規則男性複数となっている。

### 天使らの一団であるザバーニヤの1人(1体)を示す単数
ザバーニヤの個体を示す単数形については学説により相違があり
- زَبَانِيّ（Zabāniyy / Zabānī, ザバーニー）
- زَابِن（Zābin, ザービン）
- زِبْنِيَة（Zibniya(h), ズィブニヤ）
- زِبْنِيّ（Zibniyy / Zibnī, ズィブニー）
- زُبْنِيّ（Zubniyy / Zubnī, ズブニー）

だとする主張などが見られ、意見は統一されていない。
また、常に「（業火へと）押しやる者たち」という意味の複数として用いるため単数形を使うことはしない・上記のような単数語形の存在は考えない、という学説なども見られる。

## 概要

### クルアーンにおける言及
第96章『凝血』第18節
سَنَدْعُ الزَّبَانِيَةَ
三田了一訳：われは看守（の天使）を召集するであろう。
サイード佐藤訳：われらはザバーニヤを呼んでやるから。
第66章『禁止』第6節
يَا أَيُّهَا الَّذِينَ آمَنُوا قُوا أَنفُسَكُمْ وَأَهْلِيكُمْ نَارًا وَقُودُهَا النَّاسُ وَالْحِجَارَةُ عَلَيْهَا مَلَائِكَةٌ غِلَاظٌ شِدَادٌ لَّا يَعْصُونَ اللَّهَ مَا أَمَرَهُمْ وَيَفْعَلُونَ مَا يُؤْمَرُونَ
三田了一訳：あなたがた信仰する者よ，人間と石を燃料とする火獄からあなたがた自身とあなたがたの家族を守れ。そこには厳格で痛烈な天使たちが（任命されて）いて，かれらはアッラーの命じられたことに違犯せず，言い付けられたことを実行する。
サイード佐藤訳：信仰する者たちよ、あなた方自身と、あなた方の家族を（地獄の）業火から守るのだ。その燃料は、人々と石。その上には、荒々しく厳しい天使たちがいる。彼らはアッラーが彼らに命じられたことで、かれに逆らうことがなく、命じられることをするのである。
第74章『包る者』第30節
عَلَيْهَا تِسْعَةَ عَشَرَ
三田了一訳：その上には19（の天使が看守る）。
サイード佐藤訳：その上には、（地獄の番人である）十九人（の天使たち）がいる。
第43章『金の装飾』第77節
وَنَادَوْا۟ يَـٰمَـٰلِكُ لِيَقْضِ عَلَيْنَا رَبُّكَ ۖ قَالَ إِنَّكُم مَّـٰكِثُونَ
三田了一訳：かれらは，「看守よ，あなたの主に頼んでわたしたちの始末を付けて下さい。」と叫ぶ。しかし，かれは（答えて），「あなたがたは，滞留していればよいのである。」と言う。
サイード佐藤訳：彼らは呼ぶ。「マーリクよ、あなたの主に、（私たちが苦しみから休めるよう、）私たちの息の根を止めさせてくれ」。彼（マーリク）は言う。「実にあなた方は、（永遠にそこに）留まる身なのである」。

### クルアーンの描写から判明しているザバーニヤの概要
クルアーンなどの描写から、ザバーニヤに関しては
- 唯一神アッラーに地獄での仕事を行うべく創られた天使たちである
- 神に命じられた地獄の業火の管理人としての役目を逆らうことなく忠実に果たし、火獄の燃料となる人間らに永遠の苦しみを与える
- 全員で19いる
- ザバーニヤのいずれもが大きな体を持ち、荒々しく厳しい容赦の無い性質を有する[8]
- 地獄（業火に焼かれる火獄ジャハンナム）を司る天使 مَالِك（Mālik, マーリク）[9]がおり、ザバーニヤらの上に立ち地獄を統括している

ことがわかる。
またイスラームでは地獄の長が堕天使である、地獄にいる悪魔らが堕天使の集団であるといった扱いはされておらず、神により創造された天使たちが地獄に割り当てられ職務を全うしている形となっている。

## ザバーニヤらの長、地獄の統括者たる天使マーリク
19いるザバーニヤらの上に立ち地獄（火獄）を統べる天使は مَالِك（Mālik, マーリク）と呼ばれる。
マーリクもザバーニヤ達同様、唯一神アッラーから地獄の管理を任されている天使であり、地獄の住民らが責め苦から逃れようと死を願い出ても拒否し永遠の処罰を受けるようにと答えるなど厳しい性格をしているとされている。
夜の旅と昇天に関する預言者ムハンマドの言葉（ハディース）には地獄の天使マーリクの話が登場。夜の旅と昇天をし色々な人物・存在と対面した預言者ムハンマドが決して笑うことが無い地獄の統括者マーリクに会い、マーリクは預言者ムハンマドのために火獄を開けて中の様子を見せたという。

## 火獄の天使たちとしての意味とは異なる名詞「ザバーニヤ」の使用
元々 زَبَانِيَة（zabāniya / zabāniyah, ザバーニヤ）は地獄を守る19の天使たちのみを指す語ではなく、アラブ人の間で شُرَط（shuraṭ, シュラト, 警官たち・警護人たち）の同義語として用いられていた名詞とされる。住まいなどを警護し人を押しやる・撃退するという意味合いから警護人・警官をザバーニヤと呼んだのが由来だったという。
それがイスラームの教えとともに人々を火獄へと押しやり投げ落とす19いる地獄の天使たちの一団を指す名前として用いられるようになった。
現代のイスラーム武装組織、反体制活動家らはこの古くからある語義を彼らが敵対する政府側の警察、公安、治安部隊要員たちを指すのに使用。「圧政者のザバーニヤ」「国家のザバーニヤ」「政府のザバーニヤ」「警察のザバーニヤ」といった表現が見られ、「イスラームに則った統治をしない元首・政府の言うがままに武器を手にし、暴力的な手段で市民らに敵対する警官・軍人・治安部隊隊員ら」「打倒されるべきはずの暴君を警護し、無辜の市民・イスラーム教徒らを弾圧する者たち」という批判的なニュアンスで用いられている。